# Упорност сећања
Упорност сећања (шп. La persistencia de la memoria) је дело надреалистичког уметника Салвадора Далија. Насликана је 1931. године, техником уље на платну. То је једна од његових најпознатијих слика. Први пут је приказана у Јулијен Леви галерији 1932. године, а од 1934. до данас се налази у Музеју модерне уметности, у Њујорку. 
Врло је препознатљива и често се користи у популарној масовној култури. Слика са ове слике је, на пример, коришћена за креирање бочица за парфеме бренда Салвадор Дали. Ти Далијеви разливени часовници постали су омиљен симбол надреалистичке фантазије. У стварности слика пре изгледа као сновиђење, него као нешто што се може видети на јави, односно у стварности.

## Опис
Упорност сећања је прва слика у низу Далијевих слика која је имала топљене џепне сатове, називане „мекани сатови“. Неки људи су мислили да су „мекани сатови“ инспирисани Ајнштајновом теоријом релативитета. Па ипак, Дали је рекао да сатови нису инспирисани теоријом релативитета већ Камембер сиром који се топи на Сунцу.
У средини слике се налази човек. Дали је пар пута пре поменуо да је то, заправо, његов аутопортрет док сања, али из обриса је тешко закључити физиономију човека о коме је конкретно реч. Сатови у околини представљају пролазност времена које сањач осећа, или, пак, постојаност времена док та особа спава.
Наранџасти сат у доњем левом углу је прекривен мравима. Дали често користи мраве у својим сликама као симбол смрти.
Стене на десној страни слике би требало да представљају врх полуострва Кап де Креус у североисточној Каталонији. Многе од Далијевих слика су инспирисане пределима Каталоније.